# 利伯蒂 (亞利桑那州)
利伯蒂（英語：Liberty）是位於美國亞利桑那州馬里科帕縣的一個非建制地區。該地的面積和人口皆未知。

## 地理
利伯蒂的座標為33°22′39″N 112°29′13″W / 33.37750°N 112.48694°W，而該地的平均海拔高度為267米（即876英尺）。